# Abelardo Ríos
Abelardo Antonio Ríos Osorio (* 20. Januar 1952 in Alejandria) ist ein ehemaliger kolumbianischer Radrennfahrer und nationaler Meister im Radsport.

## Sportliche Laufbahn
Ríos war Straßenradsportler und Teilnehmer der Olympischen Sommerspiele 1976 in Montreal. Im olympischen Straßenrennen schied er aus. In der Tour de l’Avenir 1973 kam er auf den 9. Rang.
Von 1984 bis 1988 fuhr er als Berufsfahrer in kolumbianischen Radsportteams. Im Clásico RCN 1971 gewann er die Wertung für den besten Nachwuchsfahrer. In den folgenden Jahren gewann er mehrfach Etappen der Rundfahrt.
In der Vuelta a Colombia holte er 1973, 1976, 1979, 1981, 1983, 1986 und 1987 Etappensiege. 1983 wurde er 9. im Gesamtklassement des Rennens. Dies war seine beste Platzierung bei acht Teilnahmen. 1976 wurde er Zweiter in der Kuba-Rundfahrt mit einem Etappensieg hinter Aldo Arencibia und Gewinner der Bergwertung. Er siegte ebenfalls 1976 in der Vuelta a Antioquia. 1977 gewann er die nationale Meisterschaft im Straßenrennen sowie die Clásica Nacional Marco Fidel Suárez. 1978 gewann er erneut die Vuelta a Antioquia.
Im Giro d’Italia 1985 wurde er 62. der Gesamtwertung. In der Vuelta a España 1983 wurde er 44., 1984 schied er aus.